# 라피 (가수)
크리스티나 클라인(Christina Klein, 1990년 12월 9일 ~ )은 라피(LaFee)라는 이름으로 잘 알려진 독일의 가수이다.